# Xanthandrus garhwalensis
Xanthandrus garhwalensis är en tvåvingeart som först beskrevs av Kohli, Kapoor och Gupta 1988.  Xanthandrus garhwalensis ingår i släktet malblomflugor, och familjen blomflugor. Inga underarter finns listade i Catalogue of Life.